# Maillot
Maillot é uma comuna francesa na região administrativa de Borgonha-Franco-Condado, no departamento de Yonne. Estende-se por uma área de 6,17 km². Em 2010 a comuna tinha 1 206 habitantes (densidade: 195,5 hab./km²).